# Devon (grofija)
Devon je velika grofija v jugozahodni Angliji. Grofijo včasih imenujejo tudi Devonshire, čeprav je to neuradno ime, ki se ga znotraj grofije redko uporablja in pogosteje pomeni grofijo v zgodovinskem smislu. Grofija meji na grofiji Cornwall na zahodu ter Dorset in Somerset na vzhodu. Južna obala grofije leži ob Rokavskem prelivu, severna pa ob Bristolskem zalivu.
Devon je četrta največja angleška grofija; ima 1.109.900 prebivalcev. Glavno mesto je Exeter, največje mesto v grofiji pa obalni kraj Plymouth. V tej grofiji se nahaja Dartmoor, ki je z 954 km2 največji odprt prostor v južni Angliji.